# عمر خربین
عمر ماهر خربین (زادهٔ ۱۵ ژانویهٔ ۱۹۹۴) بازیکن فوتبال اهل سوریه است که در پست مهاجم برای باشگاه فوتبال الوحده امارات بازی میکند.
او همچنین در سال ۲۰۱۷، ضمن کسب عنوان آقای گل آسیا، بعنوان بهترین بازیکن سال آسیا نیز معرفی شد.

## عملکرد باشگاهی
از باشگاه‌هایی که در آن بازی کرده‌است می‌توان به الوحده، نیروی هوایی عراق، المیناء، الظفره، الهلال، پیرامیدز و الوحده امارات اشاره کرد. وی در زمان حضور خود در باشگاه فوتبال الهلال در مسابقه ای رفت برگشت از مرحله حذفی لیگ قهرمانان آسیا ۲۰۱۷ برابر پرسپولیس که با نتیجه مجموع ۶-۲ به سود الهلال به پایان رسید توانست مقابل این باشگاه ایرانی ، پنج گل به ثمر برساند؛ این سنگین ترین شکست باشگاه های ایرانی در  مصاف های آنها با باشگاه ها عربستانی تا به امروز است.

## تیم ملی
وی همچنین در تیم ملی فوتبال سوریه بازی کرده‌است.

## افتخارات

### الهلال
- لیگ حرفه‌ای فوتبال عربستان (۳): ۱۷–۲۰۱۶، ۱۸–۲۰۱۷، ۲۰۱۹-۲۰[۳]
- جام پادشاهی عربستان (۲): ۲۰۱۷، ۲۰۱۹-۲۰
- سوپرجام فوتبال عربستان (۱): ۲۰۱۸
- لیگ قهرمانان آسیا :  ۲۰۱۹ ، نایب قهرمانی ۲۰۱۷

### تیم ملی سوریه
- قهرمانی فوتبال غرب آسیا (۱): ۲۰۱۲

### فردی
- آقای گل لیگ قهرمانان آسیا (۱): ۲۰۱۷
- بازیکن فوتبال سال آسیا: ۲۰۱۷